# Catxutxa

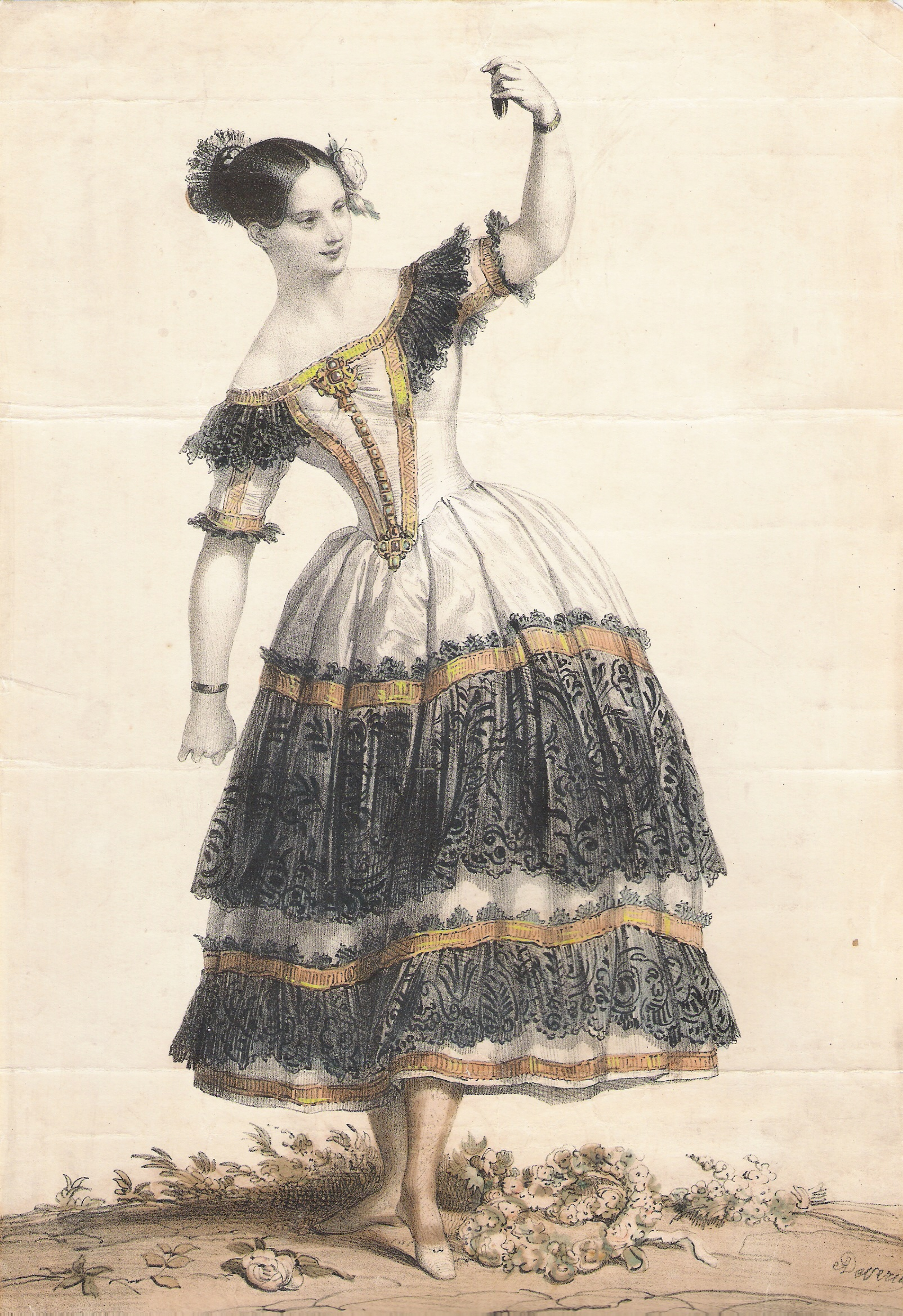
Fanny Elssler a la catxutxa de Le Diable boiteux.

La catxutxa és una dansa d'origen andalús, variant del bolero espanyol, de moviment animat i de compàs ternari.
Es va difondre per Europa gràcies a la interpretació de Fanny Elssler, i va ésser molt popular a l'Havana durant el segle xix.
Al Principat de Catalunya forma part, sovint, del ball de gitanes.